# Idalino Ferreira da Costa Brochado
Idalino Ferreira da Costa Brochado, MHIH • OIP (Vilarinho, 18 de fevereiro de 1904 — Lisboa, 20 de novembro de 1989), foi um jornalista, historiador, escritor, político e intelectual orgânico do Estado Novo e do Salazarismo.

## Biografia
Costa Brochado, nome que utilizava na sua vida pública, nasceu em Vilarinho, Santo Tirso, a 18 de fevereiro de 1904. Descendente de famílias dos concelhos de Amarante e Paços de Ferreira, recebeu de seus pais Ana Ribeiro Pacheco Brochado e Abílio Ferreira da Costa uma sólida educação católica. É primo direito materno do Padre Alexandrino Brochado, e tio dos advogados Mário Brochado Coelho e Fernando Brochado Coelho.
Estudou na Escola Comercial Oliveira Martins, no Porto. Aí começou a colaborar no jornal Alvor do Provir e no periódico de Gondomar, A Nossa Terra. Foi também responsável da revista literária Sangue Novo em 1925.
Casou com Maria Júlia de Vasconcellos Menezes Ribeiro (Paços de Gaiolo, Santo Tirso 1898 - Lisboa 13 de julho de 1936) em 31 de outubro de 1931.
Em 1932 começou a trabalhar como jornalista para O Comércio do Porto. Em 1933, a convite de António Ferro, responsável da Propaganda do regime de António de Oliveira Salazar, dirigiu A Verdade, jornal do regime, onde permaneceu até 1939.
Foi homem de confiança e secretário particular de Salazar, membro de comissões politicas e comemorativas do regime, e autor de uma extensa obra escrita. Os seus textos cobrem a historiografia de figuras e eventos da historia de Portugal centrais ao regime de Salazar, bem como da religião católica e da política. Defendeu a ideia de um Estado Social, em oposição ao que chamava  "desordem republicana". Rejeitou o comunismo, o demoliberalismo, e o liberalismo. Considerava que o corporativismo católico de Leão XIII, se manifestava no corporativismo de Salazar. De acordo com o historiador Luís Reis Torgal, Brochado foi um "practico, defensor de 'verdades'" e, "para ele, a 'única verdade politica' era Salazar". Pela sua vasta produção intelectual e comprometimento político, teve um papel na condução espiritual da sociedade do seu tempo.
Em 1950 foi nomeado secretário geral da Comissão das Comemorações do IV Centenário da Morte de S. João de Deus e, em 1958, integrou a Comissão Executiva das Comemorações do V Centenário da Morte do Infante D. Henrique. Escreve vários textos, entre eles um dos volumes da chamada Colecção Henriquina, Descobrimento do Atlântico (1958). A 19 de julho de 1957 entra na Academia Portuguesa de História, a 21 de março de 1969 torna-se seu académico com o número 16, e a 18 de fevereiro de 1972 foi promovido a vogal do Conselho Académico.
Conviveu com intelectuais e políticos de todas as cores, e foi amigo de Fernando Pessoa com quem partilhava mesa no Martinho da Arcada. Uma foto dos dois encontra-se ainda hoje exposta junto à mesa que Pessoa ocupava nesse café da Praça do Comércio em Lisboa.
Após 25 de Abril de 1974 e a entrada do regime democrático, a actividade pública de Costa Brochado passou a um segundo plano. Para além de O Povo Eleito na História da Civilização, publicado em 1976, Brochado só publicaria mais um livro, As Minhas Memórias, em 1986, em cuja capa figurava uma fotografia do Cardeal Cerejeira e António de Oliveira Salazar e sobre o qual se disse ser uma obra fundamental para entender Salazar e o Salazarismo. Como muitos outros dos livros de Costa Brochado, também este tem centenas de páginas. Foi editado três vezes no mesmo ano.
Em 1987 Brochado renunciou ao seu cargo de académico na Academia Portuguesa de História, convencido que a instituição tinha perdido a sua razão de ser durante o regime democrático. 

## Ordens honoríficas
- Oficial da Ordem da Instrução Pública (13 de dezembro de 1929)
- Grande-Oficial da Ordem do Infante D. Henrique (19 de julho de 1961)[5]

## Obras publicadas
- Salazar e "A Verdade". Porto : Educadora Nacional, 1937
- D. Sebastião, o desejado. Lisboa : Editorial Império, 1942
- Afonso de Albuquerque. Lisboa : Portugália, 1943
- História de uma polémica. Lisboa : Portugália, 1944
- D. Afonso Henriques. Lisboa : Portugália, 1947
- Fátima à luz da história. Lisboa : Portugália, 1948
- O senhor Norton de Matos e a sua candidatura. Lisboa : Portugália, 1948
- A lição do Brasil. Lisboa : Portugália, 1949
- Para a história de um regime. Lisboa : Império, 1949
- S. João de Deus. Lisboa : Portugália, 1950
- São João de Deus : homenagem de Portugal ao seu glorioso filho : 1550-1950. Lisboa : Comissão Nacional para as Comemorações do IV Centenário de S. Joäo de Deus, 1951
- As Aparições de Fátima. Lisboa : Portugália, 1952
- A conquista de Lisboa aos Mouros. Lisboa : Empresa Nacional de Publicidade, 1952
- Política do ferro. Lisboa : Império, 1952
- Tentativas de canonização de El-Rei D. Afonso Henriques. Lisboa : Academia Portuguesa de História, 1958
- Descobrimento do Atlântico. Lisboa : Comissão Executiva das Comemorações do Quinto Centenário da Morte do Infante D. Henrique, 1958
- Que significa a India para os portugueses. Lisboa : Editorial Império, 1954
- Atualidade do Estado Novo. Lisboa: [s.n.], 1959
- Duas políticas, duas épocas. Lisboa : Companhia Nacional Editora, 1959
- Para a história do liberalismo e da democracia directa em Portugal". Lisboa : António Maria Pereira, 1959
- Política do estado Novo. Lisboa : Companhia Nacional Editora, 1959
- Ética do Estado Novo. Lisboa : Companhia Nacional Editora, 1959
- O paradoxo liberal.... Lisboa : [s.n.], 1959
- Projecto de Castilho para fundação, em 1821 de uma academia intitulada Arcádia Constitucional de Lisboa. Lisboa : Academia Portuguesa da História, 1959
- O piloto árabe de Vasco da Gama.  Lisboa : Comissão Executiva das Comemorações do V Centenário da Morte do Infante D. Henrique, 1959
- Infante Dom Henrique. Lisboa : [s.n.], 1960 (com outros; pref. Fernando de Quintanilha e Mendonça Dias)
- Bibliografia Henriquina. Lisboa : Comissão Executiva das Comemorações do V Centenário da Morte do Infante D. Henrique, 1960
- Um grande português. Porto : [s.n.], 1960
- A missão de Salazar. Lisboa : Companhia Nacional Editora, 1960
- Origens e fins da União Nacional. Lisboa : Companhia Nacional Editora, 1960
- O problema da liberdade de imprensa. Lisboa : Companhia Nacional Editora, 1960
- Passado, presente e futuro. Lisboa: [s.n.], 1960
- Historiógrafos dos descobrimentos. Lisboa : Comissão Executiva das Comemorações do V Centenário da Morte do Infante D. Henrique, 1960
- O descobrimento do Atlântico. Lisboa : Comissão Executiva das Comemorações do Quinto Centenário da Morte do Infante D. Henrique, 1960
- Teoria da unidade nacional e realidades da África Portuguesa. Lisboa : [s.n.], 1961
- Joaquim Bensaúde e o plano das Índias. Lisboa : Academia Portuguesa da História, 1962
- D. Pedro I: "em prol do seu Poboo". Lisboa : Sá da Costa, 1965
- O Povo eleito na história da civilização. Lisboa : Sá da Costa, 1976
- Memórias de Costa Brochado. Lisboa : ed. a., 1987[6]

## Obras sobre Costa Brochado
- Elogio de Idalino da Costa Brochado. Lisboa : Academia Portuguesa de História, 1994
- SOUSA, João Tiago. Costa Brochado : um intelectual orgânico do regime Salazarista. Lisboa : Mar da Palavra, 2004